# Медиу-Парнаиба-Пиауиенси (микрорегион)

Медиу-Парнаиба-Пиауиенси на карте.

Медиу-Парнаиба-Пиауиенси (порт. Microrregião do Médio Parnaíba Piauiense) — микрорегион в Бразилии, входит в штат Пиауи. Составная часть мезорегиона Северо-центральная часть штата Пиауи. Население составляет 130 789 человек (на 2010 год). Площадь — 8298,928 км². Плотность населения — 15,76 чел./км².

## Демография
Согласно сведениям, собранным в ходе переписи 2010 г. Национальным институтом географии и статистики (IBGE), население микрорегиона составляет:
| Полное население                             | Полное население                             | Полное население                             | Полное население                             | 130 789 |
| -------------------------------------------- | -------------------------------------------- | -------------------------------------------- | -------------------------------------------- | ------- |
| в том числе:                                 | Городское население                          | 82 369                                       | Процент городского населения, %              | 62,98   |
|                                              | Сельское население                           | 48 420                                       | Процент сельского населения, %               | 37,02   |
|                                              | Мужское население                            | 64 131                                       | Процент мужского населения, %                | 49,03   |
|                                              | Женское население                            | 66 658                                       | Процент женского населения, %                | 50,97   |
| Плотность населения, чел/км²                 | Плотность населения, чел/км²                 | Плотность населения, чел/км²                 | Плотность населения, чел/км²                 | 15,76   |
| Население микрорегиона в % к населению штата | Население микрорегиона в % к населению штата | Население микрорегиона в % к населению штата | Население микрорегиона в % к населению штата | 4,19    |

## Статистика
- Валовой внутренний продукт на 2003 год составляет 192 695 266,00 реалов (данные: Бразильский институт географии и статистики).
- Валовой внутренний продукт на душу населения на 2003 год составляет 1505,27 реалов (данные: Бразильский институт географии и статистики).
- Индекс развития человеческого потенциала на 2000 год составляет 0,618 (данные: Программа развития ООН).

## Состав микрорегиона
В составе микрорегиона включены следующие муниципалитеты:
1. Агриколандия
2. Амаранти
3. Анжикал-ду-Пиауи
4. Арраял
5. Барру-Дуру
6. Франсиску-Айрис
7. Угу-Наполеан
8. Жардин-ду-Мулату
9. Лагоинья-ду-Пиауи
10. Олью-д’Агуа-ду-Пиауи
11. Палмейрайс
12. Пасажен-Франка-ду-Пиауи
13. Реженерасан
14. Санту-Антониу-дус-Милагрис
15. Сан-Гонсалу-ду-Пиауи
16. Сан-Педру-ду-Пиауи
17. Агуа-Бранка